# Fresha Mwangi
Fresha Mwangi (* 16. August 1994) ist eine kenianische Sprinterin.

## Sportliche Laufbahn
Erste internationale Erfahrungen sammelte Fresha Mwangi bei den Afrikaspielen 2015 in Brazzaville, bei denen sie im 100-Meter-Lauf, bis in das Halbfinale gelangte, in dem sie mit 12,02 s ausschied. Zudem belegte sie mit der kenianischen 4-mal-100-Meter-Staffel in 44,75 s den vierten Platz. Im Jahr darauf schied sie bei den Afrikameisterschaften in Durban mit 12,57 s in der ersten Runde über 100 Meter aus, wie auch zwei Jahre später bei den Afrikameisterschaften in Asaba mit 12,33 s. Dort gewann sie aber mit der Staffel in 45,58 s die Bronzemedaille hinter Nigeria und der Elfenbeinküste.

## Persönliche Bestzeiten
- 100 Meter: 11,98 s, 21. Juni 2018 in Nairobi
- 200 Meter: 24,89 s, 17. Februar 2018 in Nairobi